# Cochin Pipeline
Cochin Pipeline — трубопровідна система для транспортування зріджених вуглеводневих газів, котра поєднала канадську провінцію Альберта із районом Великих Озер. Наразі в основному перепрофільована в конденсатопровід.
В 1979-му в Альберті стала до ладу перша установка парового крекінгу в Джоффре, що надало можливість того ж року ввести в експлуатацію Cochin Pipeline, який би транспортував вироблений нею етилен до споживачів у прикордонній із США частині провінції Онтаріо. Маршрут цього виконаного в діаметрі 300 мм трубопроводу довжиною 2900 км після проходження по канадській провінції Саскачеван переходив на територію США, де перетинав сім штатів та обходив озеро Мічиган із півдня. Cochin Pipeline завершувався одразу після зворотного перетину канадського кордону на терміналі у Віндзорі, де олефін передавався до етиленопроводу Windsor-Sarnia Pipeline.
На додачу до етилену по Cochin Pipeline транспортували етан, призначений для установок парового крекінгу у Корунні та Сарнії. Етан та етан-етиленова суміш, котра виникала в моменти початку та завершення перекачування партії етилену, накопичувались у підземному сховищі Віндзор, після чого транспортувались по трубопроводу Eastern Delivery System.
Крім того, в районі Айова-Сіті до Cochin Pipeline могла надходити інша сировина для піролізних установок — етан-пропанова суміш (80% етану, 20% пропану), доправлена сюди по трубопроводу Ethane-Propane Mix з канзаського ЗВГ-хабу, де, зокрема, діють фракціонатори у Конвеї та Буштоні.
Перекачування газів забезпечували за допомогою 31 насосної станції, а в Саскачевані система з'єднувалася з підземним сховищем Реджина, куди могли закачувати або звідки відбирати етан та пропан. Останній був ще одним вуглеводневим газом, який транспортувався по Cochin Pipeline до п'яти приймальних терміналів у США (в цій країні пропан є популярним засобом обігріву приміщень у зимовий період).
В 2006 році через викликаний корозією поганий стан трубопроводу припинилось транспортування по ньому етилену, котрий потребував найвищого робочого тиску. Первісно очікувалось відновлення поставок цього олефіну після проведення ремонтних робіт, проте більш детальне обстеження засвідчило нерентабельність проекту. А в 2007-му припинились і поставки етану, при цьому перекачування етан-пропанової суміші продовжувалось (можливо відзначити, що сам її склад пояснювався нездатністю підземного сховища в канзаському Конвеї витримувати більший тиск чистого етана).
Певний час Cochin Pipeline спеціалізувався на транспортуванні пропану, проте зменшення його пропозиції в Канаді не давало можливості перекачувати значні обсяги — в 2006—2009 роках вони становили біля 30 тисяч барелів на добу, у 2010-му скоротились до 20 тисяч барелів на добу, а наступного року склали до 26,5 тисяч барелів. В той же час, у Альберті продукувались зростаючі об'єми високов'язкої нафти, а «сланцева революція» забезпечила великий ресурс легкого конденсату на півдні США. Як наслідок, в 2014 році більшу частину Cochin Pipeline (від Канкакі у штаті Іллійнойс) реверсували та призначили для транспортування конденсату до Альберти, де він використовується для розведення важкої нафти. Новий конденсатопровід може перекачувати до 95 тисяч барелів на добу, а подачу конденсату на термінал у Канкакі забезпечують трубопроводи Explorer, TEPPCO і Wabash.
Частину східної ділянки Cochin Pipeline від Риги у 2018 році почали використовувати як складник трубопроводу Utopia, що подає етан з районів «сланцевого» газовидобутку в Аппалачах.